# Эде, Чинеду
Чине́ду Эде́ (нем. Chinedu Ede; 5 февраля 1987, Вильмерсдорф, Западный Берлин) — немецкий футболист, полузащитник клуба «Альтглиникке».

## Карьера

### Клубная
Обучался в футбольных школах Берлина. Первой профессиональной командой стала берлинская «Герта», за которую он играл с 1999 до 2008 года. Провёл сезон в «Дуйсбурге». С 2010 по 2012 играл за «Унион» (Берлин). 23 июля 2012 подписал четырёхлетний контракт с «Майнцем».

### В сборной
Привлекался в молодёжную сборную, с которой выиграл чемпионат Европы 2009. В старшие сборные не вызывался. Так как отец Эде — нигериец, Чинеду имеет право выступать за сборную Германии либо за сборную Нигерии.